# シリンホト空港
シリンホト空港 (IATA: XIL, ICAO: ZBXH) は、中華人民共和国内モンゴル自治区シリンホト市にある空港である。

## 沿革
シリンホト空港は1958年8月に建設開始し、10月に土の滑走路で正式に開港。
1992年7月に1800メートルの滑走路、2,268平方メートルのターミナルビルが完成。2001年に滑走路2,500メートルの拡張計画開始。2008年には滑走路は2,800メートルに延長。2009年新ターミナルビル完成。
2020年4月に中国商用飛機C919の地面測風実験空港として試験作業を実施。

## 就航航空会社と就航都市
| 航空会社     | 就航地                                    |
| ------------ | ----------------------------------------- |
| 中国国際航空 | 北京/首都、北京/大興、フフホト, 上海/浦東 |
| 中国聯合航空 | 北京/大興                                 |
| 天驕航空     | フフホト                                  |
| 天津航空     | 重慶、 大連、 貴陽、フフホト、天津、 西安 |
| 華夏航空     | 包頭、 通遼                               |